# Affaire Cecilia Zhang
Pour les articles homonymes, voir Zhang.
Cecilia Zhang (30 mars 1994 - octobre 2003), de son vrai nom  Dong-Yue Zhang (張東嶽, Hanyu pinyin : Zhāng Dōngyuè)), fut la victime d'un crime en Ontario en 2003. L'affaire Cecilia Zhang fut l'une des affaires criminelles les plus médiatisées de l'histoire du Canada.

## Disparition et recherches
La fillette disparut de son domicile en octobre 2003. Malgré l'influence des médias et l'intervention personnelle du chef du gouvernement de la province, Dalton McGuinty, personne n'a pu retrouver Cécilia vivante. La disparition fut présentée dans une émission populaire américaine America's Most Wanted  mais sans résultats. Des milliers de bénévoles participèrent aux recherches de la fillette. En plus de la police, la GRC et l'armée canadienne ont également été engagées. D'innombrables portraits de la fillette étaient affichés dans la région de Toronto. La police chinoise fut également impliquée dans cette recherche.
Les parents de la fillette rassemblèrent 175 000 dollars hypothéquant leur maison et recevant des dons d'amis pour proposer une récompense qui permettrait de retrouver leur fille. On spécula alors beaucoup sur un enlèvement crapuleux mais aucune demande de rançon ne fut faite.
Un corps en état de décomposition avancée, qui se révéla être celui de la jeune Cecilia, fut retrouvé par un randonneur le 28 mars 2004 dans un bois de Mississauga.

## Arrestation et procès de Min Chen
Le 22 juillet 2004, un ressortissant chinois Min Chen, titulaire d'un visa étudiant, a été officiellement accusé d'avoir commis ce crime. Chen connaissait Cecilia, car il fréquentait une femme qui avait loué une chambre chez les Zhang entre septembre 2002 et mars 2003. Le chef de police du comté de Peel, Noel Catney, a dit de Chen « qu'il s'agissait d'un monstre et d'un criminel de la pire espèce. » Cette déclaration a été critiquée par certains, car elle ne tient pas compte de la présomption d'innocence et pourrait nuire à Min Chen lors de son procès.
Min Chen plaida coupable, reconnaissant avoir enlevé Cecilia Zhang le 20 octobre 2003 pour exiger une rançon de ses parents. Il indiqua avoir eu besoin de 25 000 dollars pour payer un mariage blanc qui lui aurait permis de rester au Canada. Il avait pénétré entre 3 et 4 heures du matin au domicile de la fillette, essaya de crocheter la porte arrière avec un couteau, sans succès et finalement passa par la fenêtre de la cuisine qui était restée ouverte. Il indiqua que pour éviter que la fillette ne crie il lui avait plaqué un chiffon sur la bouche et l'avait placée dans le coffre de sa voiture. Selon ses dires, la fillette avait cessé de respirer quand il avait rouvert le coffre. Les policiers retrouvèrent l'empreinte du jeune homme sur le couteau, retrouvé dans le jardin, et sur une fenêtre mais surtout, après que la police lui eut notifié qu'il était suspect dans cette affaire, Chen visita plusieurs garages et magasins automobiles pour remplacer le revêtement du coffre de sa voiture.
Chen a été condamné à la prison à vie avec une peine de sureté de 15 ans.

## Source
- (en) Dossier sur CBC News